# Robert Jameson
Robert Jameson (1774 - 1854) foi um naturalista e geólogo escocês, nascido em Leith, perto de Edimburgo, em Julho de 1774. Como professor da Universidade de Edimburgo durante 50 anos, Jameson é notável pela sua dedicação ao ensino de história natural, pela excelente colecção do seu museu e pela sua tutoria sobre Charles Darwin. Darwin assistiu às aulas de professor Jameson na sua adolescência, aprendendo sobre estratigrafia e colaborando com as tarefas de classificação do museu da Universidade de Edimburgo, naquele momento um dos maiores da Europa.
Robert Jameson foi também o tio-avô de Sir Leander Starr Jameson, Bt. KCMG, Cavaleiro da Ordem do Banho, e estadista britânico nas colónias; e tio de Robert William Jameson, dramaturgo radicado em Edimburgo. 

## Infância e juventude
Robert Jameson recebeu a sua educação em Edimburgo, tendo ingressado como aprendiz de um cirurgião em Leith, com a intenção de viajar para as colónias do ultramar. Assistiu a aulas medicina, botânica, química e história natural na Universidade de Edimburgo. 
Até 1793, influenciado por John Walker (1731-1803), seu professor de história natural, renunciou à medicina e seu projecto de converter-se em médico naval para centrar-se na ciência, particularmente geologia e mineralogea. Jameson assumiu a responsabilidade do cuidado da colecção do museu de história natural da universidade. Durante esta temporada as suas  investigações geológicas o levaram a visitar com frequência a ilha de Arran, as Hébridas, Orkney, as Ilhas Shetland e, já em terra firme, diversas áreas da Irlanda. Em 1800, passou um ano na academia de Freiberg, na Saxónia, onde estudou com o reputado geólogo Abraham Gottlob Werner (1749?-1817).
Como licenciado, Jameson teve como companheiros de classe ilustres figuras da universidade de Edimburgo, como o botânico Robert Brown, Joseph Black e Thomas Dick. 

## Professor na universidade de Edimburgo
Em 1804 sucedeu ao Dr. Walker como o terceiro Regius Professor de história natural na universidade de Edimburgo, um posto que manteve durante 50 anos. Durante este período converteu-se na mais eminente autoridade em Inglaterra do sistema geológico werneriano, o neptunismo, e na cabeça visível dos wernerinos da Escócia, como fundador e presidente da Sociedade Werneriana de História Natural  desde 1808 até 1850, quando a sua saúde e o futuro da Sociedade começaram a sufrer uma deterioração irreversível. O apoio de Jameson às teorías neptunistas (uma teoria que defendia uma origem pré-histórica submarina dos minerais) foi enfrentado inicialmente por James Hutton (1726-1797), eminente geólogo que também dava aulas na universidade de Edimburgo e era o preconizador do uniformitarianismo. Esta teoria dizia que as características da crosta terrestre se deviam aos processos naturais produzidos ao longo do tempo. Posteriormente, Jameson descartaria as teorias neptunistas por considerá-las insustentáveis e aderiu às ideias de seu antigo rival intelectual, Hutton.
Como professor, Jameson se destacou pela energia e contagioso entusiasmo com que atraía os seus alunos. Das suas lições estendeu-se um interesse pela geologia que se propagaria por toda a Inglaterra. Um de seus alunos foi Charles Darwin. É de supor que o magistério de Jameson reforçou o interesse do jovem Darwin pela geologia. O curso de zoologia começava com algumas considerações sobre la história natural do ser humano e concluía com algumas conferências sobre a filosofia da zoologia, a primeira das quales levava por título "a origem das espécies animais".(The Scotsman, 29th Oct., 1935: p.8)
Durante os seus mais de cinquenta anos no cargo, Jameson reuniu uma esplêndida colecção de exemplares minerais e geológicos para o museu da sua universidade, que incluía fósseis, pássaros e insectos. Até 1852 o museu contava com cerca de 74.000 peças, convertendo-se no segundo museu de história natural mais importante de Inglaterra, só atrás do British Museum. Pouco depois da sua morte, o museu universitário foi transferido para a Coroa Britânica e passou a formar parte do Royal Scottish Museum, actualmente Royal Museum. 
Foi também um prolífico autor de documentos científicos, e de livros como "Mineralogia das ilhas escocesas" (1800), "Sistema de mineralogia" (1808), que alcançou três edições, o  "Manual de mineralogia", publicado em 1821. Em 1819, com a colaboração de David Brewster (1791-1868), Jameson empenhou-se na publicação do "Edinburgh Philosophical Journal" (em português, Diário filosófico de Edimburgo.) de que foi editor único desde 1824.
Robert Jameson morreu em Edimburgo a 19 de Abril de 1854.

## Publicações
- JAMESON, Professor Robert, James Wilson, and Hugh Murray, (1830) 'Narrative of Discovery and Adventure in Africa, from the Earliest Ages to the Present Time: with illustrations of the geology, mineralogy, and zoology', que incluye un mapa, planos de las rutas de Park, de Denham y Clapperton; diversos grabados. Primera edición del Edinburgh Cabinet Library, 1830.
- JAMESON, Robert, (1798) The Mineralogy of the Shetland Islands and of Arran.
- JAMESON, Robert, (1800) Mineralogy of the Scottish Isles.
- JAMESON, Professor Robert, (1804) System of Mineralogy.
- JAMESON, Professor Robert, (1805) Mineralogical Description of Scotland, vol. i, part I.
- JAMESON, Professor Robert, (1809) Elements of Geognosy.
- JAMESON, Professor Robert, (1813) Mineralogical Travels through the Hebrides, Orkeny and Shetland Islands.
- JAMESON, Professor Robert, (1821) Manual of Mineralogy.